# Thaiföldi férfi jégkorong-válogatott
A thaiföldi férfi jégkorong-válogatott Thaiföld nemzeti csapata, amelyet a Thaiföldi Jégkorongszövetség (thaiul: สมาคมกีฬาฮอกกี้น้ำแข็งแห่งประเทศไทย, angolul: Ice Hockey Association of Thailand) irányít. Első mérkőzésüket 2003. február 2-án játszották. A 2019-es jégkorong-világbajnokságon csatlakoztak a nemzetközi mezőnyhöz. 2024-ben megnyerték a divízió III/A csoportot és feljutottak a divízió II/B-be. Legjobb helyezésüket is ebben az évben érték el, amikor összesítésben a 41. helyen (1. hely a divízió III/A csoportban) végeztek a világbajnokságon. 

## Eredmények

### Világbajnokság
- 2003–2018 – Nem vett részt
- 2019 – 49. hely (3. a Divízió III selejtezőben)
- 2020 – Törölve a Covid19-pandémia miatt[1]
- 2021 – Törölve a Covid19-pandémia miatt[2]
- 2022 – 43. hely (2. a Divízió III/B csoportban)
- 2023 – 44. hely (4. a Divízió III/A csoportban)
- 2024 – 41. hely (1. a Divízió III/A csoportban)